# گریپ (قمر)

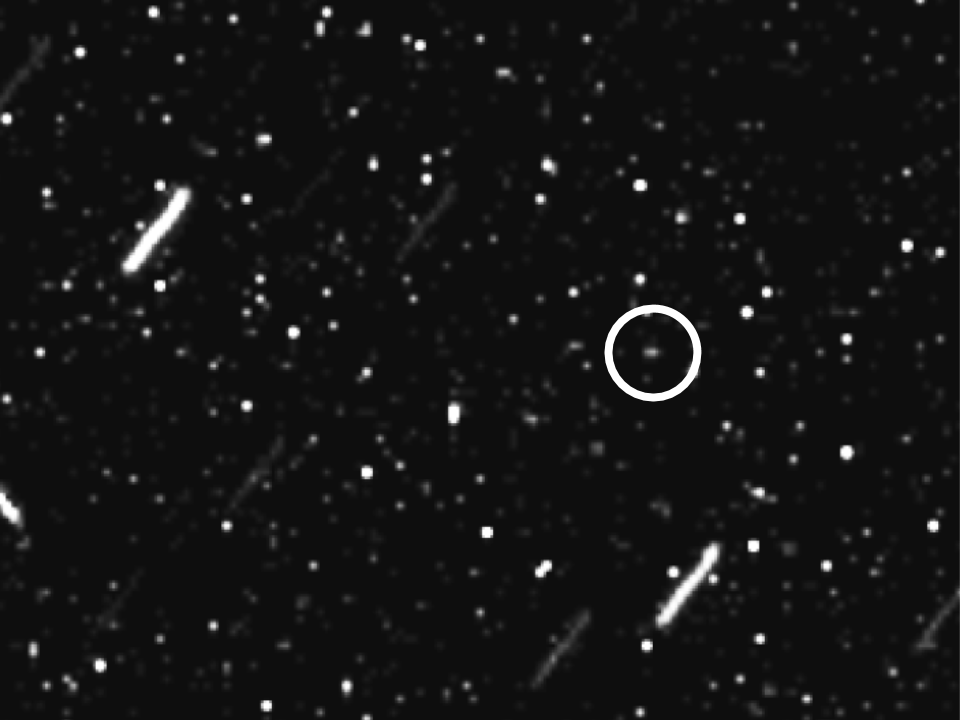
گریپ یا زحل LI

گریپ یا زحل LI (با نام موقت اس/۲۰۰۶ اس ۴) یک قمر طبیعی زحل است، که در بیست وششم ماه ژوئن ۲۰۰۶توسط اسکات اس. شپرد، دیوید سی.جویت، جن کلینه و برایان جی.مارسدن براساس مشاهداتی که بین ۵ ژانویه واول ماه مه ۲۰۰۶صورت گرفته بود کشف شد.
گریپ حدود ۶ کیلومتر قطر دارد. با مدار ۱۸٬۰۶۶ مگامتر هر ۹۰۶٫۵۵۶ روز یکبار به دور زحل می‌چرخد. انحراف آن ۱۷۲٫۷° درجه نسبت به دائرةالبروج و (۱۵۹٫۲° درجه نسبت به استوای زحل) است. خروج از مرکز مدار این قمر ۰٫۳۷۳۵ است.
این قمر به نام گریپ غولی از اساطیر اسکاندیناوی نامگذاری شد.